# Royaume des jardins de Dessau-Wörlitz
Le royaume des jardins de Dessau-Wörlitz est la dénomination d'un ensemble de différents parcs et jardins appartenant à une liste de châteaux ou de palais situés près des villes de Dessau et Wörlitz, en Saxe-Anhalt en Allemagne. Ils sont inscrits depuis 2000 sur la liste du patrimoine mondial. Dessinés et aménagés à partir de 1790 par l'architecte Friedrich Wilhelm von Erdmannsdorff à la demande de Léopold III, duc d'Anhalt-Dessau, qui revenait d'un voyage en Europe, ils constituent le plus grand ensemble de jardins anglais d'Allemagne et d'Europe continentale. Les jardins se trouvent dans une zone s'étendant sur 145 km2. Ils serviront d'exemple à de nombreux jardins réalisés par la suite en Prusse.

## Sites remarquables

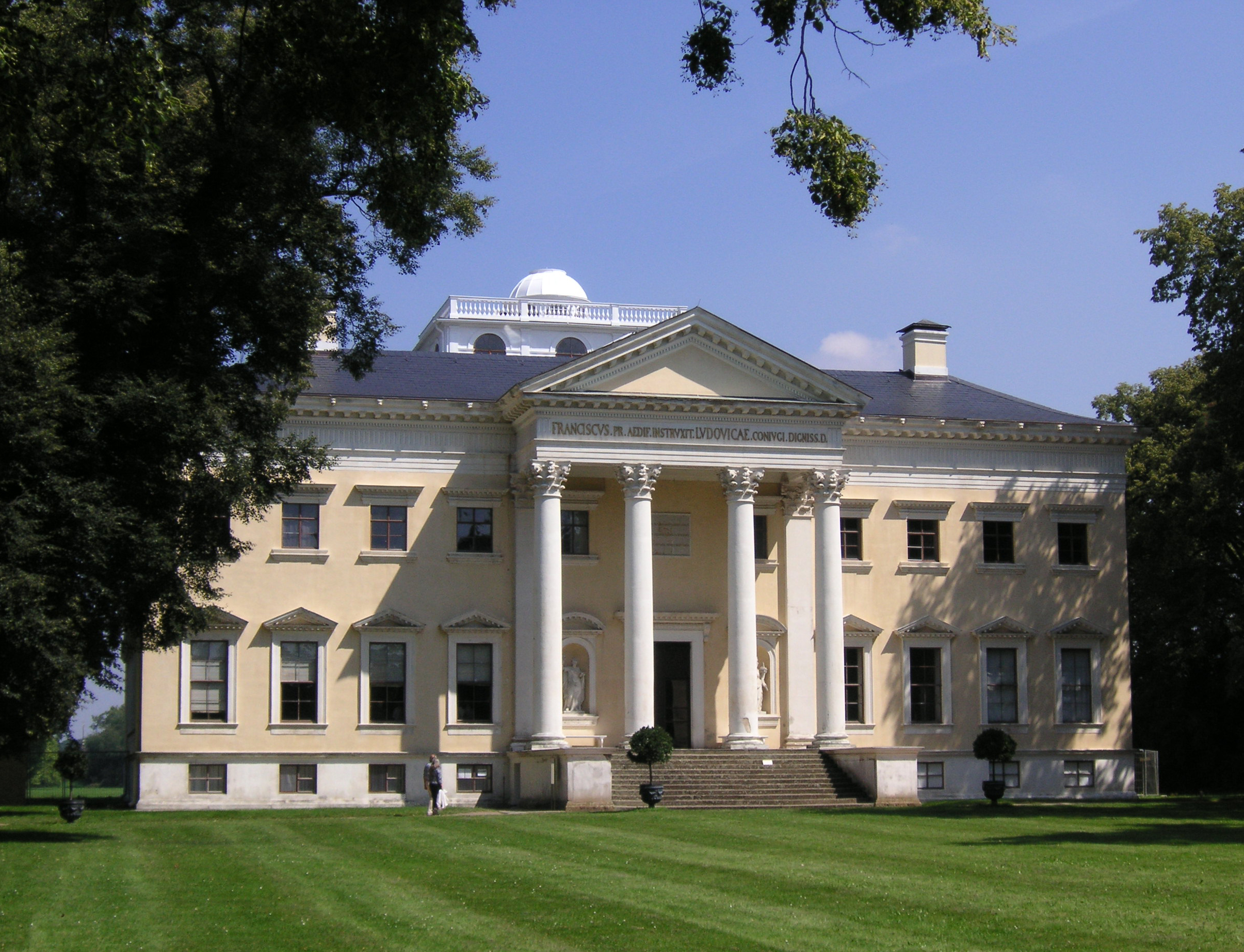
Le château de Wörlitz (de), construit en 1773 et constituant le premier édifice néoclassique d'Allemagne.
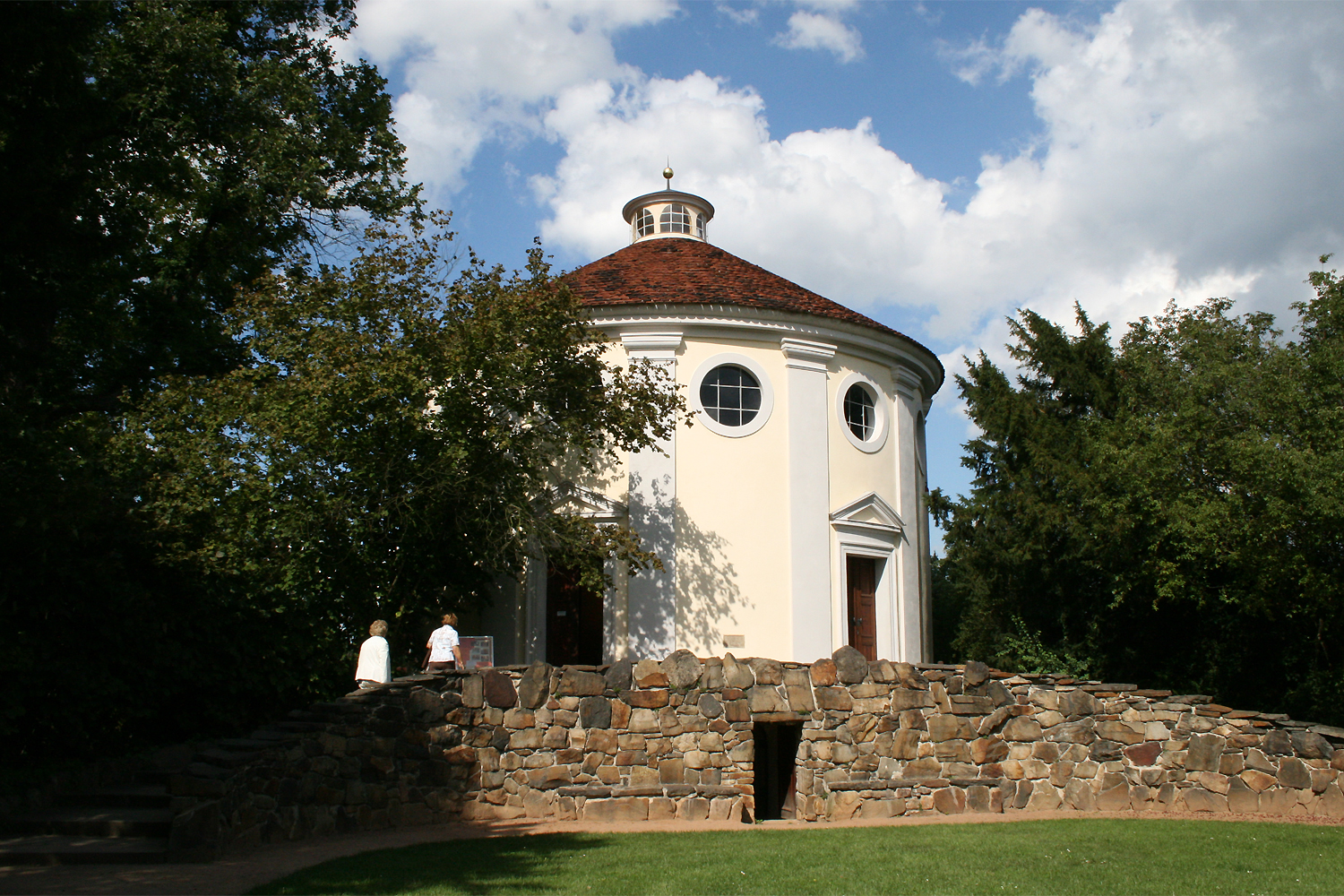
Synagogue de Wörlitz construite en 1790 et endommagée pendant la Nuit de Cristal.